# 小行星9348
小行星9348（英語：9348）是一颗围绕太阳公转的小行星。1991年9月11日，亨利·E·霍爾特在帕洛马山发现了此天体。
这颗小行星的绝对星等为289.37524等。